# Unfinished Business (álbum de EPMD)
Unfinished Business é o segundo álbum do duo estadunidense de hip hop EPMD. Lançado em 1989, o álbum foi construído sobre o sucesso do álbum anterior do grupo, Strictly Business, que foi lançado no ano anterior. O primeiro single, So Wat Cha Sayin', foi o único desse álbum que pontuou nas paradas. Em 1998, foi selecionado como um dos 100 Melhores Álbuns de Rap da The Source e, em 2005, foi o número 7 na lista dos 25 Melhores Álbuns de Hip-Hop do comediante Chris Rock para a revista Rolling Stone. Foi o segundo álbum do grupo a chegar ao topo da parada Top R&B/Hip-Hop Albums.
O álbum foi certificado Ouro pela RIAA em 16 de Outubro de 1989. Foi um dos três álbuns que a Priority/EMI Records adquiriu da Sleeping Bad Records quando ela cessou as operações em 1991.

## Faixas
Todas as canções produzidas por EPMD
Duração total: 57:09
1. So Wat Cha Sayin' (4:57)
2. Total Kaos (4:34)
3. Get the Bozack (4:12)
4. Jane II (3:33)
5. Please Listen to My Demo (3:01)
6. It's Time 2 Party (4:37)
7. Who's Booty (4:18)
8. The Big Payback (4:50)
9. Strictly Snappin' Necks (4:29)
10. Knick Knack Patty Wack (Feat. K-Solo) (4:56)
11. You Had Too Much to Drink (Feat. Frank B.) (7:21)
12. It Wasn't Me, It Was the Fame (6:20)

## Lista de samples
| So What Cha Sayin' - "So Amazing" by Luther Vandross - "If It Don't Turn You On (You Outta Leave It Alone)" by B.T. Express - "One Nation Under a Groove" by Funkadelic - "Impeach the President" by The Honey Drippers Total Kaos - "Soul Power (Part 1)" by James Brown - "Fly Like an Eagle" by Steve Miller Band - "I Bet You" by Funkadelic - "Strictly Business" by EPMD - "Impeach the President" by The Honey Drippers Get the Bozack - "People Make the World Go Round" by The Stylistics - "Everything Good to You (Ain't Always Good for You)" by B.T. Express - "Synthetic Substitution" by Melvin Bliss - "You're a Customer" by EPMD Jane II - "Mary Jane" by Rick James - "Jane" by EPMD | Please Listen to My Demo - "Ridin' High" by Faze-O It's Time to Party - "Love Is the Message" by MFSB - "Heavy Vibes" by Montana Quartet Who's Booty - "Loose Booty" by Funkadelic - "Same Beat" by The J.B.'s The Big Payback - "Baby, Here I Come" by James Brown - "The Payback (Intro)" by James Brown - "The Champ" by The Mohawks - "Here We Go (Live at the Funhouse 1983)" by Run-DMC Knick Knack Patty Wack - "Woman to Woman" by Joe Cocker It Wasn't Me, It Was the Fame - "Fame" by David Bowie |

## Posições do álum nas paradas
| Ano  | Álbum               | Posições nas paradas | Posições nas paradas   | Posições nas paradas |
| Ano  | Álbum               | Billboard 200        | Top R&B/Hip Hop Albums |                      |
| 1989 | Unfinished Business | #53                  | #1                     |                      |

## Posição dos singles nas paradas
| Ano  | Canção               | Posição nas paradas | Posição nas paradas              | Posição nas paradas |                                    |
| Ano  | Canção               | Billboard Hot 100   | Hot R&B/Hip-Hop Singles & Tracks | Hot Rap Singles     | Hot Dance Music/Maxi-Singles Sales |
| 1989 | "So What Cha Sayin'" | -                   | #23                              | #5                  | #40                                |